# Макмінн (округ, Теннессі)
Шаблон:StateAbbr_ 35°25′ пн. ш. 84°37′ зх. д. / 35.42° пн. ш. 84.62° зх. д.
Округ  Макмінн (англ. McMinn County) — округ (графство) у штаті  Теннессі, США. Ідентифікатор округу 47107.

## Історія
Округ утворений 1819 року.

## Демографія
За даними перепису 2000 року загальне населення округу становило 49015 осіб, зокрема міського населення було 20312, а сільського — 28703. Серед мешканців округу чоловіків було 23667, а жінок — 25348. В окрузі було 19721 домогосподарство, 14318 родин, які мешкали в 21626 будинках. Середній розмір родини становив 2,9.
Віковий розподіл населення поданий у таблиці:
| Стать    | До 15 років | 15-21 | 22-29 | 30-39 | 40-49 | 50-65 | 65-85 | Понад 85 |
| -------- | ----------- | ----- | ----- | ----- | ----- | ----- | ----- | -------- |
| Чоловіки | 5050        | 2218  | 2379  | 3410  | 3559  | 4198  | 2643  | 210      |
| Жінки    | 4747        | 2187  | 2408  | 3643  | 3711  | 4494  | 3595  | 563      |

## Суміжні округи
- Роун — північ
- Лаудон — північний схід
- Монро — схід
- Полк — південний схід
- Бредлі — південний захід
- Меґс — захід

## Виноски
1. ↑  U.S. Decennial Census. United States Census Bureau. Архів оригіналу за 19 липня 2018. Процитовано 9 квітня 2015.
2. ↑  Historical Census Browser. University of Virginia Library. Архів оригіналу за 11 серпня 2012. Процитовано 9 квітня 2015.
3. ↑  Forstall, Richard L., ред. (27 березня 1995). Population of Counties by Decennial Census: 1900 to 1990. United States Census Bureau. Архів оригіналу за 21 лютого 2015. Процитовано 9 квітня 2015.
4. ↑  Census 2000 PHC-T-4. Ranking Tables for Counties: 1990 and 2000 (PDF). United States Census Bureau. 2 квітня 2001. Архів оригіналу (PDF) за 18 грудня 2014. Процитовано 9 квітня 2015.
5. ↑  State & County QuickFacts. United States Census Bureau. Архів оригіналу за 7 червня 2011. Процитовано 6 грудня 2013.(англ.) Наведено за англійською вікіпедією.
6. ↑  American FactFinder. Бюро перепису населення США. Архів оригіналу за 26 лютого 2012. Процитовано 31 січня 2008.

| США | Це незавершена стаття з географії США. Ви можете допомогти проєкту, виправивши або дописавши її. |